# ریکوود (لوئیزیانا)
ریکوود (به انگلیسی: Richwood) شهری در ایالت لوئیزیانا کشور ایالات متحده آمریکا است که جمعیت آن در سرشماری سال ۲۰۱۰ میلادی، ۳٬۳۹۲ نفر بوده‌است.